# Metrichia ceer
Metrichia ceer är en nattsländeart som först beskrevs av Oliver S. Flint Jr. 1992.  Metrichia ceer ingår i släktet Metrichia och familjen smånattsländor. Inga underarter finns listade i Catalogue of Life.